# Desmognathus monticola
Espèce
Synonymes
- Desmognathus monticola jeffersoni Hoffman, 1951

Statut de conservation UICN

 LC  : Préoccupation mineure
Desmognathus monticola est une espèce d'urodèles de la famille des Plethodontidae.

## Répartition
Cette espèce est endémique des États-Unis. Elle se rencontre dans l'ouest de la Pennsylvanie, dans l'ouest du Maryland, dans l'Ouest de la Virginie-Occidentale, dans l'Ouest de la Virginie, dans l'est du Kentucky, dans l'Est du Tennessee, dans l'Ouest de la Caroline du Nord, dans l'Ouest de la Caroline du Sud, dans le nord de la Géorgie et en Alabama.

## Publication originale
- Dunn, 1916 : Two new salamanders of the genus Desmognathus. Proceedings of the Biological Society of Washington, vol. 29, p. 73-76 (texte intégral).